# Abdij van Beaupré

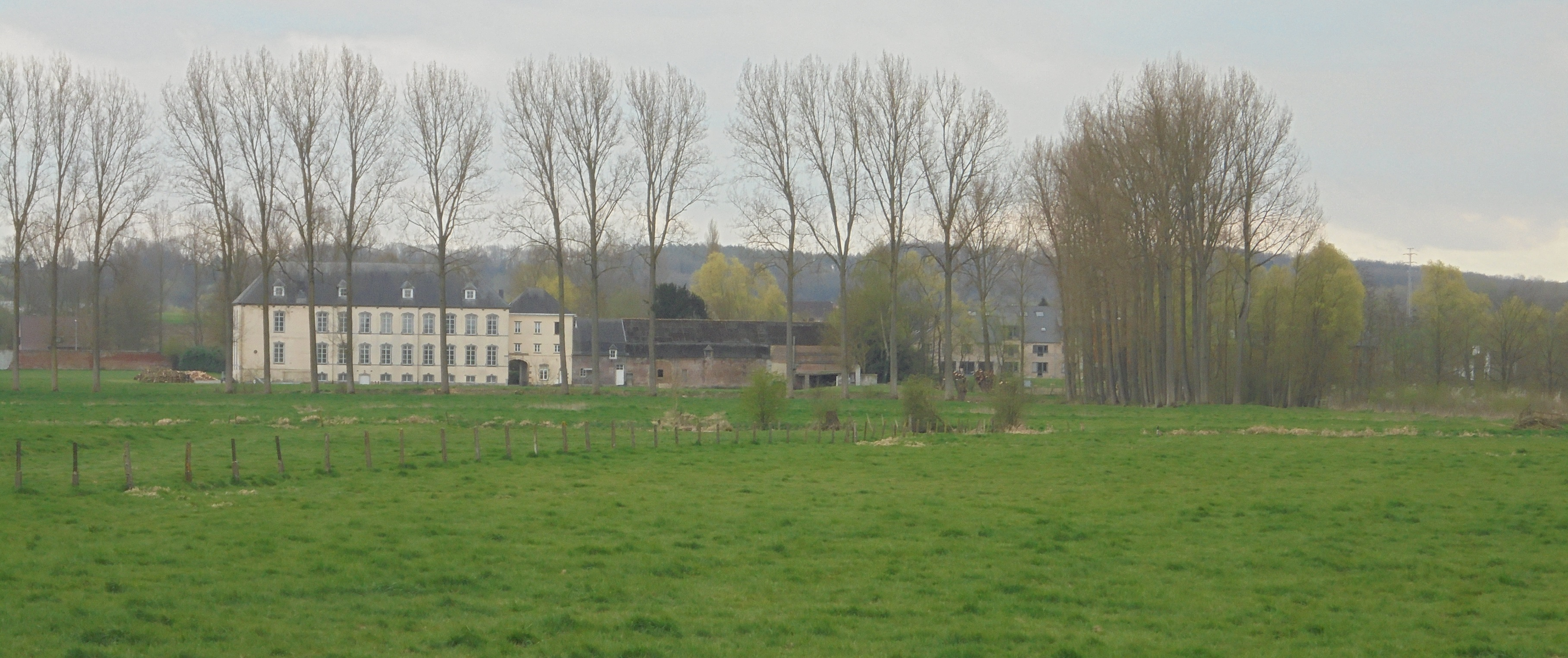
Resterende abdijgebouwen in 2017

De abdij van Beaupré is een 13de-eeuwse abdij in de omgeving van Grimminge. De stichtster was Aleidis van Boelare, een rijke weduwe, die in 1228 een stuk bos en een stuk weide schonk om er een klooster op te bouwen.

## Geschiedenis

### Oprichting
De nieuwe stichting organiseerde zich onmiddellijk volgens de statuten van de orde van Cîteaux, maar was afhankelijk van de abt van Clairvaux. De eerste nonnen van de cisterciënzerinnenabdij van Beaupré kwamen van de Abdij Ter Kameren. Hierdoor vormden beide abdijen, na de abdij van Herkenrode, de voornaamste cisterciënzerinnenabdijen uit de Lage Landen.

### Ineenstorting
In 1796 werden de laatste zusters door de Fransen weggejaagd. Een zekere Spitaels kocht de verbeurdverklaarde goederen voor een appel en een ei op 4 juni 1797, en begon aan een onmiddellijke afbraak van de kerk, het klooster, de brouwerij en het kerkhof, waardoor alleen de toegangspoort (met haar barokke koepel), het kwartier van de abdis, de schuur en de stallingen overbleven. De abdij kwam op 9 juni 1965 in handen van kunstschilder Herman Vanderlinden en zijn echtgenote Maria Francine Van Asbroeck, nadat ze op 8 april 1965 bij Koninklijk Besluit als monument werd geklasseerd.

### Branden
De abdij bleef niet gespaard van ongeluk. Op 28 augustus 1965 werd ze een eerste maal gedeeltelijk door brand vernield. Kort hierna werd een comité opgericht die tot doel had de abdij te redden en herop te bouwen. Na jaren van heropbouw sloeg het noodlot echter een tweede maal toe. Begin 1991 stortte het geklasseerd poortgebouw over de aanwezige vijver volledig in. Op de koop toe brak er op 17 maart 1991, enkele weken na de instorting, opnieuw brand uit, ditmaal in het modernere abdissenhuis. Gelukkig bleef het oude, geklasseerde abdissenhuis wel gevrijwaard. Niettemin blijven momenteel door de tand des tijds en twee zware branden enkel de sporen over van waarin de gemeente Grimminge vroeger een grote bloei kende.